# Peoria albifasciata
Peoria albifasciata är en fjärilsart som beskrevs av George Francis Hampson 1918. Peoria albifasciata ingår i släktet Peoria och familjen mott. Inga underarter finns listade i Catalogue of Life.